# Mail (Bressay)

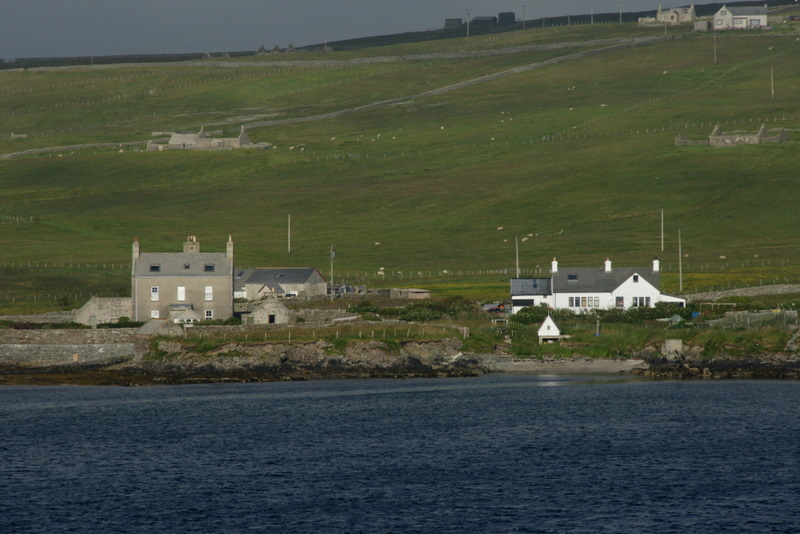
Die Küste in Mail

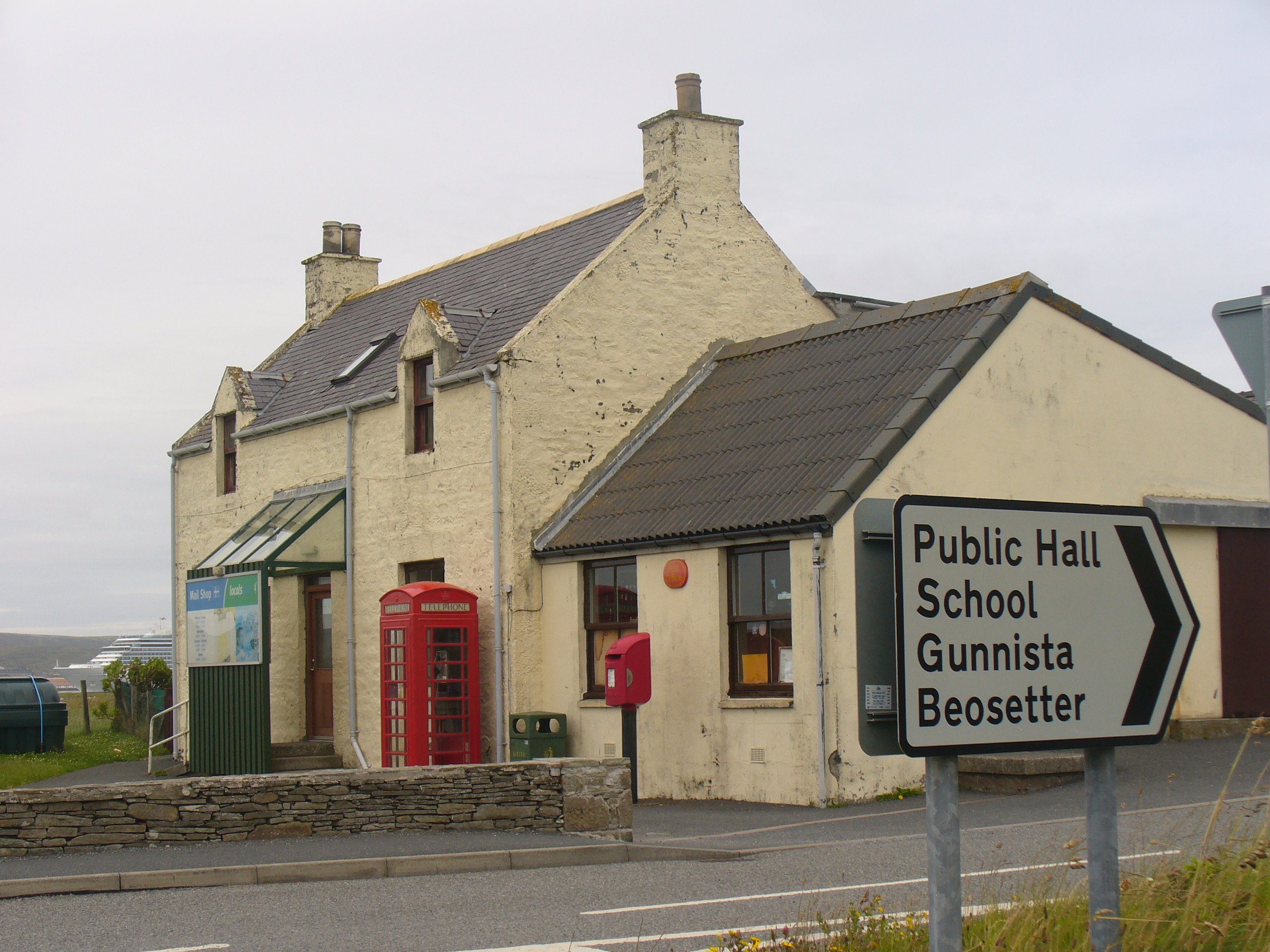
Im Ortsinneren von Mail

Mail (auch Mel) ist eine Ortschaft, die im Südosten der zu Schottland zählenden Shetlands liegt.

## Geographie
Mail liegt im Westen der Insel Bressay am südöstlichen Ufer der Bucht Voe of Leiraness, einem Ausläufer des Bressay Sounds. Der Ort hat eine gewisse Bedeutung, so gibt es eine Schule, eine Versammlungshalle, eine Kirche, ein Postamt und einen Laden. Nach Maryfield ist es einen Kilometer in nordwestlicher Richtung, nach Lerwick zwölfhundert Meter auf die andere Seite des Bressay Sounds. In der Nähe liegen Brough im Osten und Glebe im Süden.

## Historisches
Im Rahmen der historischen Gliederung Schottlands in Civil Parishes zählt Mail zu Bressay. Bis zur Verlegung nach Maryfield 1975 wurde die Pier des Ortes von der Fähre genutzt, die Bressay mit Mainland verbindet.